# Josh Risdon
Pour les articles homonymes, voir Risdon.
Joshua Risdon, surnommé Josh Risdon, né le 27 juillet 1992 à Bunbury, est un footballeur international australien qui évolue au poste de défenseur droit au Perth Glory FC.

## Carrière
Josh Risdon honore sa première sélection le 17 novembre 2015 contre le Bangladesh.
Le 4 juin 2018, il est sélectionné par Bert van Marwijk pour participer à la Coupe du Monde 2018. Lors du premier match face à la France, Risdon tacle le Français Antoine Griezmann dans la surface de réparation. Aidé par l'arbitrage vidéo, l'arbitre juge que le tacle de Risdon est fautif et accorde le pénalty. Griezmann transforme le pénalty et la France s'imposera 2-1. Risdon est titulaire lors des deux matchs suivants, mais son équipe n'atteint pas les huitièmes de finale. 

## Statistiques
| Saison                | Club                  | Championnat           | Championnat | Championnat | Coupe(s) nationale(s) | Coupe(s) nationale(s) | Australie | Australie | Total | Total |
| Saison                | Club                  | Division              | M.          | B.          | M.                    | B.                    | M.        | B.        | M.    | B.    |
| 2010-2011             | Perth Glory           | A-League              | 6           | 0           | 0                     | 0                     | -         | -         | 6     | 0     |
| 2011-2012             | Perth Glory           | A-League              | 24          | 0           | 0                     | 0                     | -         | -         | 24    | 0     |
| 2012-2013             | Perth Glory           | A-League              | 26          | 1           | 0                     | 0                     | -         | -         | 26    | 1     |
| 2013-2014             | Perth Glory           | A-League              | 12          | 0           | 0                     | 0                     | -         | -         | 12    | 0     |
| 2014-2015             | Perth Glory           | A-League              | 25          | 1           | 5                     | 0                     | -         | -         | 30    | 1     |
| 2015-2016             | Perth Glory           | A-League              | 23          | 0           | 5                     | 0                     | 3         | 0         | 31    | 0     |
| 2016-2017             | Perth Glory           | A-League              | 6           | 0           | 1                     | 0                     | -         | -         | 7     | 0     |
| Total sur la carrière | Total sur la carrière | Total sur la carrière | 122         | 2           | 11                    | 0                     | 3         | 0         | 136   | 2     |